# پیر بانگورا
پیر بانگورا (انگلیسی: Pierre Bangoura; ۱۹۳۸ – ۷ اوت ۲۰۱۶) بازیکن فوتبال اهل گینه بود.
وی همچنین در تیم ملی فوتبال گینه بازی کرده است.